# Alexander Volkanovski
Alexander Volkanovski (in macedone Александар Волкановски?; Wollongong, 29 settembre 1988) è un lottatore di arti marziali miste australiano originario della Macedonia del Nord.
Combatte nella categoria dei pesi piuma per l'organizzazione statunitense UFC, della quale è campione attuale, e due volte campione di categoria, rispettivamente dal 2019 al 2024 e dal 2025. In passato ha militato anche nelle promozioni Roshambo MMA, Australian Fighting Championship, Pacific Xtreme Combat e Wollongong Wars. Occupa il settimo posto della classifica maschile pound for pound UFC.

## Biografia
Nato nella città australiana di Città di Shellharbour, ha origini greco-macedoni.

## Carriera nelle arti marziali miste

### Gli inizi
Compie il suo debutto nel 2012 nella categoria dei pesi welter. Nel corso dei quattro anni successivi combatte per diverse promozioni in giro per l'Oceania e l'Asia, conquistando tra gli altri i titoli Pacific Xtreme Combat (PXC) e Australian Fighting Championship (AFC) dei pesi piuma.

### Ultimate Fighting Championship
Con alle proprie spalle una striscia di tredici vittorie e una sola sconfitta, nell'estate del 2016 Volkanovski attrae l'attenzione della promozione statunitense UFC, che decide di metterlo sotto contratto. Esordisce nel novembre dello stesso anno nella categoria dei pesi leggeri, battendo il giapponese Yusuke Kasuya per KO tecnico al secondo round.
Sceso poi nei piuma, riesce ad entrare nel giro dei migliori dieci di categoria sconfiggendo in successione i vari Mizuto Hirota, Shane Young, Jeremy Kennedy, Darren Elkins, Chad Mendes e José Aldo.
Il 14 dicembre 2019, affronta così l'allora indiscusso campione dei pesi piuma Max Holloway, vincendo al termine di tutti e cinque i round per decisione unanime. Dopo avere guadagnato il titolo di campione, Volkanovski difende la cintura nuovamente contro lo stesso Holloway il 12 luglio 2020, questa volta vincendo per decisione non unanime, e poi con Brian Ortega il 25 settembre 2021 per decisione unanime. Un terzo incontro con Max Holloway viene fissato per il 9 aprile 2022, dopo le vittorie di quest'ultimo contro Calvin Kattar e Yair Rodriguez, ma l'atleta statunitense si ritira dal combattimento a causa di un infortunio e viene sostituito da Jung Chan-sung. Volkanovski domina per quattro round e vince l'incontro per KO tecnico, difendendo la cintura per la terza volta. Dopo il recupero di Max Holloway, viene organizzato un incontro finale tra i due, fissato per il 2 luglio a UFC 276. Volkanovski vince nuovamente per decisione unanime, difendendo il titolo dei pesi piuma e scrivendo la parola fine sulla trilogia.
Dopo la dominante vittoria contro Max Holloway, Volkanovski si guadagna il primo posto nella classifica maschile pound for pound UFC, e decide di salire di una classe di peso per conquistare anche la cintura dei pesi leggeri, detenuta dal combattente russo Islam Mackhachev. L'incontro viene ufficializzato il 12 novembre 2022, e fissato per il 12 febbraio 2023 a Perth, Australia. Volkanovski perde per decisione unanime dopo un incontro combattuto, e cede il trono del Re pound for pound al russo, Islam Makhachev, per poi tornare a difendere la propria cintura dei pesi piuma. L'8 luglio a UFC 290 Volkanovski affronta il combattente messicano Yair Rodriguez, battendolo per KO tecnico al terzo round, e difendendo la cintura per la quinta volta.
Dopo la quinta difesa della cintura, Alexander Volkanovski decide di prendersi una breve pausa a seguito di un infortunio alla mano, dicendosi interessato a passare un po' di tempo con la sua terza figlia appena nata, Reign Volkanovski. Il 26 settembre, si dice disposto a tornare nell'ottagono il 20 gennaio 2024 a UFC 297, per difendere la cintura dei pesi piuma dall'imbattuto lottatore spagnolo Ilia Topuria. Il 10 ottobre, un infortunio costringe il brasiliano Charles Oliveira a ritirarsi dall'evento principale di UFC 294, che avrebbe dovuto vederlo sfidare per la seconda volta il campione dei pesi leggeri Islam Machačev. Alexander Volkanovski decide di subentrare con un preavviso di appena undici giorni, ma perde l'incontro al primo round, ricevendo la sua prima sconfitta per KO tecnico dall'inizio della sua carriera nell'UFC.
Il 17 febbraio 2024, Volkanovski combatte ad UFC 298 per difendere il suo titolo pesi piuma contro lo spagnolo Ilia Topuria, perdendo la cintura a causa di un ko tecnico al secondo round al minuto 3:32.

## Risultati nelle arti marziali miste
| Risultato | Record | Avversario            | Metodo                                | Evento                                         | Data              | Round | Tempo | Luogo                          | Note                                                                       |
| --------- | ------ | --------------------- | ------------------------------------- | ---------------------------------------------- | ----------------- | ----- | ----- | ------------------------------ | -------------------------------------------------------------------------- |
| Vittoria  | 27-4   | Diego Lopes           | Decisione (unanime)                   | UFC 314                                        | 12 aprile 2025    | 5     | 5:00  | Miami, Stati Uniti             | Vince il titolo vacante dei pesi piuma UFC, Fight of the Night             |
| Sconfitta | 26-4   | Ilia Topuria          | KO (pugni)                            | UFC 298                                        | 17 febbraio 2024  | 2     | 3:32  | Anaheim, Stati Uniti           | Perde il titolo pesi piuma UFC                                             |
| Sconfitta | 26-3   | Islam Machačev        | KO (calcio alla testa e pugni)        | UFC 294                                        | 21 ottobre 2023   | 1     | 3:06  | Abu Dhabi, Emirati Arabi Uniti | Per il titolo pesi leggeri UFC                                             |
| Vittoria  | 26-2   | Yair Rodriguez        | KO tecnico (pugni)                    | UFC 290                                        | 8 luglio 2023     | 3     | 4:19  | Las Vegas, Stati Uniti         | Difende ed unifica il titolo pesi piuma UFC                                |
| Sconfitta | 25-2   | Islam Machačev        | Decisione (unanime)                   | UFC 284: Machačev vs. Volkanovski              | 12 febbraio 2023  | 5     | 5:00  | Perth, Australia               | Per il titolo pesi leggeri UFC. Fight of the Night. Fight of the Year 2023 |
| Vittoria  | 25-1   | Max Holloway          | Decisione (unanime)                   | UFC 276: Adesanya vs. Cannonier                | 2 luglio 2022     | 5     | 5:00  | Las Vegas, Stati Uniti         | Difende il titolo pesi piuma UFC                                           |
| Vittoria  | 24-1   | Jung Chan-sung        | KO tecnico (pugni)                    | UFC 273: Volkanovski vs. Jung                  | 9 aprile 2022     | 4     | 0:45  | Jacksonville, Stati Uniti      | Difende il titolo pesi piuma UFC                                           |
| Vittoria  | 23-1   | Brian Ortega          | Decisione (unanime)                   | UFC 266: Volkanovski vs. Ortega                | 25 settembre 2021 | 5     | 5:00  | Las Vegas, Stati Uniti         | Difende il titolo pesi piuma UFC                                           |
| Vittoria  | 22-1   | Max Holloway          | Decisione (non unanime)               | UFC 251: Usman vs. Masvidal                    | 12 luglio 2020    | 5     | 5:00  | Yas Island, Emirati Arabi      | Difende il titolo pesi piuma UFC                                           |
| Vittoria  | 21-1   | Max Holloway          | Decisione (unanime)                   | UFC 245: Usman vs. Covington                   | 14 dicembre 2019  | 5     | 5:00  | Las Vegas, Stati Uniti         | Vince il titolo pesi piuma UFC                                             |
| Vittoria  | 20-1   | José Aldo             | Decisione (unanime)                   | UFC 237: Namajunas vs. Andrade                 | 11 maggio 2019    | 3     | 5:00  | Rio de Janeiro, Brasile        |                                                                            |
| Vittoria  | 19-1   | Chad Mendes           | KO tecnico (pugni)                    | UFC 232: Jones vs. Gustafsson 2                | 29 dicembre 2018  | 2     | 4:14  | Inglewood, Stati Uniti         | Fight of the Night.                                                        |
| Vittoria  | 18-1   | Darren Elkins         | Decisione (unanime)                   | UFC Fight Night: dos Santos vs. Ivanov         | 14 luglio 2018    | 3     | 5:00  | Boise, Stati Uniti             |                                                                            |
| Vittoria  | 17-1   | Jeremy Kennedy        | KO tecnico (pugni e gomitate)         | UFC 221: Romero vs. Rockhold                   | 11 febbraio 2018  | 2     | 4:57  | Perth, Australia               |                                                                            |
| Vittoria  | 16-1   | Shane Young           | Decisione (unanime)                   | UFC Fight Night: Werdum vs. Tybura             | 19 novembre 2017  | 3     | 5:00  | Sydney, Australia              | Catchweight di 150 libbre (68,03 kg)                                       |
| Vittoria  | 15-1   | Mizuto Hirota         | Decisione (unanime)                   | UFC Fight Night: Lewis vs. Hunt                | 11 giugno 2017    | 3     | 5:00  | Auckland, Nuova Zelanda        | Ritorno ai pesi piuma                                                      |
| Vittoria  | 14-1   | Yusuke Kasuya         | KO tecnico (pugni)                    | UFC Fight Night: Whittaker vs. Brunson         | 26 novembre 2016  | 2     | 2:06  | Melbourne, Australia           | Debutto in UFC                                                             |
| Vittoria  | 13-1   | Jai Bradney           | KO tecnico (pugni)                    | Wollongong Wars 4                              | 8 luglio 2016     | 1     | N/A   | Wollongong, Australia          | Vince il titolo pesi leggeri Wollongong Wars                               |
| Vittoria  | 12-1   | Jamie Mullarkey       | KO (pugni)                            | Australian Fighting Championship 15            | 19 maggio 2016    | 1     | 3:43  | Melbourne, Australia           | Difende il titolo dei pesi piuma AFC                                       |
| Vittoria  | 11-1   | Yusuke Yachi          | Sottomissione (triangle choke)        | Pacific Xtreme Combat 50                       | 4 dicembre 2015   | 4     | 3:43  | Mangilao, Guam                 | Vince il titolo dei pesi piuma PXC                                         |
| Vittoria  | 10-1   | James Bishop          | KO tecnico (pugni)                    | Australian Fighting Championship 13            | 14 giugno 2015    | 1     | 1:39  | Melbourne, Australia           | Vince il titolo dei pesi piuma AFC                                         |
| Vittoria  | 9-1    | James Bishop          | KO tecnico (pugni)                    | Wollongong Wars 2                              | 1 novembre 2014   | 2     | 1:52  | Thirroul, Australia            |                                                                            |
| Vittoria  | 8-1    | Kyle Reyes            | Decisione (unanime)                   | Pacific Xtreme Combat 45                       | 24 ottobre 2014   | 3     | 5:00  | Mangilao, Guam                 | Pesi piuma                                                                 |
| Vittoria  | 7-1    | Jai Bradney           | Sottomissione (rear-naked choke)      | Roshambo MMA 3 – In the Cage                   | 26 luglio 2014    | 1     | 4:58  | Chandler, Australia            | Difende il titolo dei pesi leggeri Roshambo MMA                            |
| Vittoria  | 6-1    | Rodolfo Marques Diniz | KO (pugni)                            | Australian Fighting Championship 9             | 17 maggio 2014    | 1     | 3:41  | Albury, Australia              | Pesi piuma                                                                 |
| Vittoria  | 5-1    | Greg Atzori           | Sottomissione (ghigliottina)          | Roshambo MMA 2 – In the Cage                   | 1 febbraio 2014   | 1     | N/A   | Brisbane, Australia            | Debutto pesi leggeri. Vince il titolo pesi leggeri Roshambo MMA            |
| Vittoria  | 4-1    | Luke Catubig          | KO tecnico (pugni)                    | Australian Fighting Championship 7             | 14 dicembre 2013  | 3     | 4:39  | Melbourne, Australia           |                                                                            |
| Sconfitta | 3-1    | Corey Nelson          | KO tecnico (calci e pugni alla testa) | Australian Fighting Championship 5             | 10 maggio 2013    | 3     | 0:13  | Melbourne, Australia           | Quarto di finale torneo Welter AFC                                         |
| Vittoria  | 3-0    | Anton Zafir           | KO tecnico (pugni)                    | Australian Fighting Championship 7             | 17 aprile 2013    | 4     | 2:19  | Brisbane, Australia            | Vince il titolo pesi welter Roshambo MMA                                   |
| Vittoria  | 2-0    | Regan Wilson          | KO tecnico (stop medico)              | Southern Fight Promotions – Cage Conquest 2    | 23 febbraio 2013  | 1     | 2:49  | Nowra, Australia               | Vince il titolo pesi welter Cage Conquest                                  |
| Vittoria  | 1-0    | Gerhard Voigt         | Decisione (unanime)                   | Revolution Promotions – Revolution at the Roxy | 19 maggio 2012    | 3     | 5:00  | Sydney, Australia              | Pesi welter                                                                |